# Дуб звичайний (Дунаєвецьке лісництво, кв.28)
Дуб звичайний — колишня ботанічна пам'ятка природи на ділянці 15 (квадрат 28) Дунаєвецького лісництва на Хмельниччині. Була оголошена рішенням Хмельницького Облвиконкому № 156-р"б" від 11.06.1970 року.
Площа — 0,1 га.

## Опис
Одне дерево дуба звичайного.

## Скасування
Рішенням Хмельницького Облвиконкому № 194 від 26.10.1990 року пам'ятка була скасована.
Скасування статусу відбулось з причини включення до лісового заказника «Рахнівецький».